# Inonotus arizonicus
Inonotus arizonicus es una especie de hongo de la familia Hymenochaetaceae.

## Clasificación y descripción de la especie
Basidioma anual, de 90 x 60 x 50 mm, de consistencia corchosa. Píleo aplanado, de marrón amarillento a marrón rojizo, finalmente tomentoso, glabrescente. Margen estéril, obtuso, de color marrón amarillento, liso. Himenóforo poroide, de color marrón, con ligeras variaciones, iridiscente; poros angulares, de 3-5 por mm; tubos hasta 15 mm de largo, concoloros con los poros. Contexto hasta 30 mm, de grosor, homogéneo, de marrón ocráceo a marrón amarillento, fibroso. Sistema hifal monomítico, con hifas generativas de septos simples, de amarillo pálido a marrón amarillento pálido o marrón rojizo, generalmente con pared delgada en himenio y en el contexto con pared delgada a gruesa, simples a ligeramente ramificadas, de 3.2-7.2 μm diámetro. Setas hifales ausentes. Setas tramales de 30-55 12-18 μm, abundantes, ventricosas a subuladas, de fuertemente ganchudas o curvadas, de color marrón rojizo, con pared gruesa. Basidios de 12-15 x 4.8-6.4 μm, clavados, tetraspóricos, hialinos. Basidiosporas de 4-6.4 x 3.2-4 μm, ovoides a elipsoidales, con un lado aplanado, lisas con pared delgada, amarillo doradas, inamiloides.

## Distribución de la especie
En México existen pocos registros de esta especie, solo se ha reportado en Baja California.

## Ambiente terrestre
Esta especie crece en árboles del género Platanus vivos, en bosques de galería.

## Estado de conservación
Se conoce muy poco de la biología y hábitos de los hongos, por eso la mayoría de ellos no se han evaluado para conocer su estatus de riesgo (Norma Oficial Mexicana 059).

## Importancia cultural y usos
Ocasiona una pudrición blanca.